# 1991년 태평양 돌핀스 시즌
1991년 태평양 돌핀스 시즌은 태평양 돌핀스가 KBO 리그에 참가한 4번째 시즌으로, 삼미 슈퍼스타즈, 청보 핀토스 시절까지 합하면 10번째 시즌이다. 박영길 감독이 팀을 맡았으며, 팀은 8팀 중 정규시즌 5위에 그쳐 포스트시즌 진출에 실패했고   박영길 감독 부임 과정에서 박 감독이 기존 코치진 유임을 밝혔으나 이들은 전임 김성근 감독이 길러놓은 사람들이라 원만한 팀운영이 의문시된다는 지적이 있었으며 기존 코치진 중에서는 박용진 코치만 퇴진시키는 데 그쳤고 장명부 투수코치 영입도 구단 측의 반대로 무산됐다.
게다가, 박영길 감독이 기존 '김성근 사단'의 일원인 신용균 수석코치와 불화를 빚어 전체 코칭스태프가 동요하는 바람에 박영길 감독은  계약기간을 3년 남기고 감독직 자리에서 물러났으며 박영길 감독의 중도해임 과정에서  '김성근 사단'의 또다른 잔류멤버인 신용균 (수석) 최주억 (1군 수비) 이종도 (1군 주루) 박상열 (2군 투수) 김대진 (2군 타격) 이근식 (2군 타격보조) 코치 등이  팀을 떠났다.

## 타이틀
- 한일 슈퍼게임 국가대표: 최창호, 정명원
- 올스타전 추천선수: 박정현, 최창호, 김동기
- 컴투스프로야구 선정 감독들의 현역시절 라인업: 양상문
- 선발등판: 최창호 (28)
- 완투: 박정현 (13)
- 이닝: 최창호 (233.1)
- 상대한 타자 수: 최창호 (954)

### 퓨처스리그
- 북부리그 출장(타자): 임진수 (35)
- 타석: 임진수 (153)
- 타수: 임진수 (139)
- 타율: 주경업 (0.382)
- 출루율: 주경업 (0.442)
- 장타율: 김홍기 (0.622)
- 북부리그 OPS: 김홍기 (1.002)
- 안타: 임진수 (43)
- 1루타: 임진수 (33)
- 홈런: 김홍기 (8)
- 북부리그 타점: 김홍기 (21)
- 북부리그 완투: 정명진 (3)
- 다승: 정명진 (6)
- 세이브: 신완근 (6)
- 북부리그 이닝: 정명진 (79.1)
- 북부리그 상대한 타자 수: 정명진 (315)
- 탈삼진: 정명진 (44)

## 선수단
- 선발투수 : 최창호, 박정현, 양상문, 박은진, 허정욱, 조병천
- 구원투수 : 신상윤, 김력, 이용호, 전일수, 김민태, 신완근, 조웅천, 정명진, 조영상
- 마무리투수 : 정명원, 정은배, 가내영
- 포수 : 김동기, 김진한, 김홍기
- 1루수 : 김경기, 정상진
- 2루수 : 원원근, 송재박, 윤성훈, 김인호
- 유격수 : 이근엽, 염경엽
- 3루수 : 이희성, 권준헌, 김성갑
- 좌익수 : 정문언, 여태구, 정영진, 김재상
- 중견수 : 박준태, 김윤환, 주경업, 이상대
- 우익수 : 김진규
- 지명타자 : 임진수, 백성진, 이광근, 이선웅

## 여담
- 최창호는 올스타전에 구원 등판했으나, 0.1이닝 5실점으로 부진하여 결국 패전 투수가 되었다. 다만 현재까지 KBO 올스타전 사상 평균자책점 100(0이닝 1실점 이상 포함)을 넘겼던 투수들 중 패전을 기록한 건 최창호가 처음이자 유일하다.
- 최창호는 이닝 당 출루허용률 1.05로 규정 이닝 충족 투수들 중 구단 사상 최저 기록을 세웠다.
- 정명원은 규정 이닝 충족 투수들 중 구단 사상 단일 시즌 최저 선발 평균자책점(1.26)을 기록했다.
- 김동기는 블로킹 관련 득점 기여 -3.28로 구단 사상 단일 시즌 최저 기록을 세웠다.
- 염경엽은 공격 WAR -1.27에 그쳤으나 수비 WAR 1.31을 기록해 KBO 리그 역대 단일 시즌 양수 WAR을 기록한 타자 중 최저 공격 WAR 기록을 세웠다.
- 팀은 사상 최초로 KBO 퓨처스리그 북부리그 우승을 차지했다. 당시 주경업이 타율 1위, 김홍기가 홈런과 타점 1위에 올라 태평양 돌핀스는 KBO 퓨처스리그 사상 최초로 타율, 홈런, 타점 1위를 동시 배출했다.

## 같이 보기
- 1992년 태평양 돌핀스 시즌